# S druge strane neba
S druge strane neba, hrvatski dokumentarni film iz 2005. godine scenarista i redatelja Tomislava Žaje. Snimljen je u produkciji HRT na Digi Beti.